# Tina Di Lorenzo
Tina Di Lorenzo, all'anagrafe Concettina Di Lorenzo (Torino, 4 dicembre 1872 – Milano, 25 marzo 1930), è stata un'attrice teatrale italiana.

## Biografia
Di nobile famiglia, era figlia del marchese Corrado Di Lorenzo (discendente dei marchesi di Castelluccio di Noto, famiglia nobile siciliana) e dell'attrice napoletana Amelia Colonnello, anch'essa di nobile famiglia e dama di corte della regina Elena di Savoia.
Salì sul palco già da piccola, grazie alla formazione, da parte del padre, amante di teatro, di una piccola compagnia filodrammatica: recitò da protagonista nel teatro comunale di Noto, oggi a lei dedicato, in un dramma in un atto, "Le Orfanelle di Casamicciola", scritto dal filologo Giuseppe Cassone, traduttore del poeta nazionale ungherese Sandor Petofi. La piccola Tina interpretava la parte di una bambina rimasta orfana in seguito al terremoto di Casamicciola.

## Il debutto
A 13 anni, formatasi nelle arti drammatiche a Napoli, intraprese la carriera di attrice con il nome d'arte di Tina Di Lorenzo. Il successo le arrise nel 1888, al Teatro Rossini di Napoli, nel corso della rappresentazione del Ruit hora di Francesco Proto, duca di Maddaloni, dopo la quale la stampa decantò le sue grandi doti di attrice. Due anni più tardi, era già prima attrice assoluta nella compagnia Pasta. Si unì quindi nel 1898 a Flavio Andò per una serie di rappresentazioni applauditissime in tutta Italia. Possedeva una rara bellezza, voce melodiosa e modi da gran signora nonostante la giovane età: si meritò da parte dei suoi adoratori il soprannome di "Angelicata".
Fu consacrata come astro nascente dell'arte drammatica ed in breve divenne una delle attrici più ricercate e contese dai capicomici. Svolse numerose tournée all'estero, soprattutto nell'America Latina. Grazie al suo talento e alla sua bellezza, in Argentina fu soprannominata Encantadora.
Amica del "Conte rosso" Emanuele Bricherasio, nel 1899 divenne la prima testimonial della neonata FIAT, posando sui viali del Valentino per una foto pubblicitaria, alla guida del modello "3 ½ HP".
Nel 1901 sposò il cugino Armando Falconi, attore anche lui: la loro storia d'amore nacque durante una tournée in Ungheria, nel corso della quale lui la difese dagli attacchi di un giornalista che dipingeva la De Lorenzo con toni poco lusinghieri. A seguito di un duello, fortunatamente incruento, combattuto con delle pistole, Falconi ebbe la meglio tanto da meritarsi l'amore della cugina, dal quale nacque il figlio Dino.
Tina Di Lorenzo fece parte di numerose compagnie, dallo Stabile del Teatro Manzoni di Milano (dal 1912 al 1914) dove fu primadonna, alla compagnia di Francesco Pasta e Enrico Reinach a quella di Flavio Andò, mietendo una straordinaria e ininterrotta serie di successi. Partecipò ad una sola pellicola cinematografica, sempre assieme al marito, nel 1915: si trattava de La scintilla di Eleuterio Rodolfi. Si ritirò a vita privata negli anni tra il 1918 ed il 1920, tornando in scena una sola volta, nel 1926, al teatro Drammatico Nazionale di Roma. Morì prematuramente a Milano nel 1930. Il 29 agosto dello stesso anno le fu intitolata una strada nella città di Livorno. L'Amministrazione municipale di Noto ha reso onore alla sua illustre figlia Tina Di Lorenzo intitolando a lei, dal 2011, il teatro comunale della città. A lei, Angelo Fortuna ha dedicato una intensa biografia con eccellenti illustrazioni, intitolata "Tina Di Lorenzo. Il fascino e l'arte della encantadora" e citata nella bibliografia.
Tina Di Lorenzo riposa al Cimitero Monumentale di Milano.